# Friedrich Stein (Historiker)
Friedrich Stein (* 24. Februar 1820 in Laufach; † 4. September 1905 in Schweinfurt) war ein Rechtsanwalt und Historiker; er wurde und wird auch noch heute oft der „Geschichtsschreiber Frankens“ genannt.

## Leben
Stein war Sohn eines Eisenwerkbesitzers in Laufach. Er besuchte die Volksschule und das Gymnasium in Lohr am Main und legte sein Abitur 1838 in Nürnberg ab. Danach studierte er Rechtswissenschaft in Erlangen, München und Heidelberg. Nach seiner Promotion 1842 in Erlangen und dem juristischen Staatsexamen in Ansbach trat er 1846 in eine Schweinfurter Kanzlei als Advokaten-Konzipient ein. 1851 ließ er sich als selbständiger Advokat in Hilders nieder; dort heiratete er 1852 Henriette Goll, Tochter des späteren Schweinfurter Bezirksgerichtsrats Wilhelm Goll. 1853 wechselte er nach Bischofsheim und schließlich 1857 nach Schweinfurt, wo er Advokat am königlichen Bezirksgericht und 1865 offiziell in die Stadtgemeinde aufgenommen wurde.
In Schweinfurt engagierte er sich sehr im gesellschaftlichen Leben der Stadt. Von 1872 bis 1876 war er zweiter und von 1876 bis 1890 erster Vorsitzender des Gemeindekollegiums. 1879 erhielt er, nachdem die Rechtsanwaltschaft zu einem freien, vom Staat unabhängigen Beruf geworden war, die Zulassung als Rechtsanwalt am Landgericht Schweinfurt; diese Tätigkeit übte er bis 1893 aus. Besonderes Interesse hatte er an der Geschichte Schweinfurts und seiner weiteren Umgebung und er leistete wesentliche Beiträge zur Geschichtsforschung der Gegend. Von 1877 bis zu seinem Tode war er Verwalter der Stadtbibliothek, die er ordnete und katalogisierte, und für das Stadtarchiv, das er ab Januar 1887 ebenfalls leitete, legte er ein Repertorium an. Daneben war er intensiv an der Gründung des Rückertvereins im Jahre 1881 beteiligt, der dann die Aufstellung des 1890 auf dem Marktplatz in Schweinfurt errichteten Rückertdenkmals vorantrieb.
Seine erste Veröffentlichung als Regionalhistoriker war eine 1868 im Archiv des Historischen Vereins von Unterfranken und Aschaffenburg erschienene Abhandlung über Die älteren Verhältnisse der Stadt Lohr. Es folgten weitere Arbeiten über die Grafen von Rieneck und die Stadt Lohr, zuletzt 1898 seine Geschichte der Stadt Lohr a. M. von der ältesten Zeit bis zum Übergange an die Krone Bayerns. Ab 1872 befasste Stein sich eingehend mit der Geschichte der Markgrafen von Schweinfurt und der Stadt Schweinfurt. Wohl sein bedeutendstes Werk dazu war das 1875 veröffentlichte Monumenta Suinfurtensia historiea inde ab anno DCCXCI usque ad annum MDC; Denkmäler der Schweinfurter Geschichte bis zum Ende des sechzehnten Jahrhunderts. Es war dies das erste im Druck erschienene und wissenschaftlichen Ansprüchen genügende Urkundenbuch einer fränkischen Stadt. 1900 erschien seine zweibändige Geschichte der Reichsstadt Schweinfurt. 1901 fügte er als dritten Teil die Chronik der Stadt Schweinfurt im neunzehnten Jahrhundert mit angehängten Tabellen über Bevölkerung, Rathspersonen und Stadtpfarrer hinzu. Daneben befasste Stein sich mit verschiedenen Aspekten der Geschichte Frankens; dazu veröffentlichte er u. a. 1885 und 1886 seine Geschichte Frankens in zwei Bänden.
Stein verstarb am 4. September 1905 in Schweinfurt. Er wurde auf dem Alten Friedhof in der Schultesstraße bestattet, wo sein Grabstein noch heute zu sehen ist.

## Ehrungen
1888 wurde Stein zum „Königlichen Justizrat“ ernannt. 1890 wurde er Ehrenbürger der Stadt Schweinfurt. 1892 erhielt er das Goldene Doktordiplom der Universität Erlangen. 1897 wurde er Ehrenmitglied des Historischen Vereins für Unterfranken und Aschaffenburg. In Schweinfurt wurde eine 1904 neu angelegte Straße zunächst „Steinstraße“ genannt, dann 1955 umbenannt in „Friedrich-Stein-Straße“.

## Werke (Auswahl)
Steins wesentliche Veröffentlichungen waren:
- Geschichte der Stadt Schweinfurt: Vier Vorträge, gehalten im Bürger-Verein in Schweinfurt (Verlag Stoer, Schweinfurt, 1873);
- Monumenta Suinfurtensia historiea, Denkmäler der Schweinfurter Geschichte (2 Bände, 1874/75);
- Geschichte Frankens (2 Bände, 1885 und 1886);
- Die Geschichte der Reichsstadt Schweinfurt (2 Bände, 1900);
- Chronik der Stadt Schweinfurt im 19. Jahrhundert (1901).